# Libnotes basilewskyi
Libnotes basilewskyi är en tvåvingeart som först beskrevs av Alexander 1962.  Libnotes basilewskyi ingår i släktet Libnotes och familjen småharkrankar.
Artens utbredningsområde är Kenya. Inga underarter finns listade i Catalogue of Life.